# Евстахій Сапега
Евстахій Каєтан Сапега (пол. Eustachy Kajetan Sapieha; 2 серпня 1881, Білка Шляхетська, Австро-Угорщина — 20 лютого 1963, Найробі, Кенія) — польський консервативний політик, дипломат, міністр закордонних справ Другої Республіки Польща (1920—1921), член парламенту Другої Польської Республіки, представник магнатського роду Сапег.

## Біографія
Народився 2 серпня 1881 року в селі Білка Шляхетська, Австро-Угорщина (нині с. Верхня Білка, Львівського району Львівської області, України).
У 1900—1904 роках вивчав лісівництво в Цюріху (Швейцарія), де отримав диплом інженера. У 1909 році після весілля з Терезою Ізабеллою Любомирською оселився в Гродненщині. У 1916 році він був головою Головного опікунської ради у Варшаві. Тоді став близьким соратником Юзефа Пілсудського. Був співробітником Національного Комітету у справах жертв у Тимчасовій Державній Раді Царства Польського.

### Політична діяльність
У листопаді 1917 року Евстафій Сапега як представник Регентської Ради їздив до Швейцарії, де безуспішно намагався укласти угоду з Національним Комітетом Польщі. У листопаді 1918 року очолив Комітет Оборони Східних Кресів. Був одним з ініціаторів державного перевороту в Польщі в ніч з 4 на 5 січня 1919 року із метою повалення уряду першого прем'єр-міністра Єнджея Морачевського. Був заарештований і перебував під домашнім арештом. Після звільнення він сформував власний загін кавалерії, в якому служив як звичайний улан. Брав участь в Польсько-радянській війні.

### Дипломатична діяльність
16 червня 1919 року був призначений послом Польщі в Великій Британії. 4 червня 1920 року Євстафій Сапєга разом з Еразмом Пільцею від імені Польщі брав участь в підписанні Тріанонського договору. 23 червня 1920 року новий прем'єр-міністр уряду Владислав Грабський призначив його на посаду міністра закордонних справ Республіки Польща. 19 липня 1920 на пам'ятній зустрічі Ради Оборони Держави виступав за те, щоб Юзеф Пілсудський був залишений на посаді Головнокомандувача польськими збройними силами. За підтримки Пілсудського Сапєга зберіг пост міністра закордонних справ в наступному коаліційному уряді під керівництвом Віцентія Вітоса. 19 лютого 1921 року підписав перемир'я між Польщею і Францією, 3 березня — з Румунією. Був представником Польщі на переговорах з Литвою в Брюсселі 6 травня 1921 року. На цих переговорах він представив литовській делегації проект Пілсудського про створення в Литві кантонів за зразком Швейцарії, які би перебували в тісному державному союзі з Польською республікою. Після провалу його політики в Гірській Сілезії і під натиском націонал-демократів Сапєга 20 травня 1921 року був змушений був піти у відставку. Виконуючим обов'язки міністра був призначений Ян Домбський.
У 1928—1929 роках був депутатом Сейму від Безпартійного блоку співпраці з урядом. У 1930 році написав трактат «Konstytucja racji stanu». Він був одним з найактивніших прихильників зближення Юзефа Пілсудського з Віленськими консерваторами.

### Арешт і звільнення
22 вересня 1939 року після вторгнення радянських військ на територію Польщі Євстафій Сапєга був заарештований в своєму маєтку під Гродно і поміщений у Луб'янську в'язницю в Москві. Радянський суд засудив його до смертної кари за діяльність проти СРСР. Смертна кара була замінена на 10 років ув'язнення.
У 1941 році Сапєга був звільнений в результаті Угоди Сікорського-Майського, його евакуювали з СРСР в Тегеран. У 1941 році виїхав до Найробі в Кенії.
У 1955 і 1959 роках президент Польщі у вигнанні Август Залеський двічі призначав його своїм наступником на посаді президента.
Помер 20 лютого 1963 року в Найробі.

## Нагороди
- Орден Білого Орла (7 серпня 1959)[9]
- Орден Зірки Румунії[10]
- Великий Хрест ордена Почесного легіону[10]